# マラカイ・エスデール
マラカイ・エスデール（Malacchi Esdale、1995年5月4日 - ）は、アメリカ合衆国のラグビー選手。

## プロフィール
- アメリカ合衆国・ニューアーク出身[1]。
- ポジションはウィング(WTB)。
- 身長 188cm、体重 86kg

## 略歴
2024年、パリ2024五輪の7人制アメリカ代表に選ばれた。